# Естер Столберґ
Естер Столберґ, уроджена Ельфвінг (фін. Ester Ståhlberg, née Elfving; 17 лютого 1870, Вааса — 21 липня 1950, Гельсінкі) — фінська письменниця та педагог, перша леді Фінляндії (1920—1925), дружина президента Каарло Юго Столберґа.

## Біографія
Естер Ельфвінг народилася у Ваасі в 1870 році. Її батьками були мер міста Вааса Карл Оскар Ельфвінг старший і Дженні Найман. У Естер було шестеро братів і сестер. Дженні Ельфвінг стала популяризатором садівництва. Карл Оскар Ельфінг молодший був лісником і Остен Ельфінг, майбутній міністр сільського господарства.
Естер закінчила шведськомовну школу для дівчат в Оулу у 1897 році. У 1891 році вона отримала освіту викладача у Фінському аспірантурі в Гельсінкі. Після закінчення навчання вона працював учителем шведської мови і викладачем шведської літератури у фінській вищій школі в 1894—1896 роки. Вона був членом редакційної колегії журналу Valvoja з 1912 по 1919 рік.
Після смерті її першого чоловіка в 1917 році вона була призначена до відділу опіки над дітьми Міністерства соціальних справ Фінляндії.
З 1912 по 1919 рік Естер Столберг працював у редакційній колегії журналу Valvoja. Вона була редактором журналу Aamu з 1926 по 1931 рік.
Вона також публікувала романи та біографії, включаючи біографію Матильди Вреде.
У 1922 році вона заснувала Koteja kodittomille lapsille («Дім для бездомних дітей»), пізніше відомий як Pelastakaa Lapset («Врятуйте дітей»).
Столберг була двічі одружена: спочатку з Карлом Хельстремом, фармацевтом, який помер у 1917 році. У 1920 році вона вийшла заміж за вдівця Каарло Юхо Столберга, під час його терміну перебування на посаді першого президента Фінляндії.
Померла в Гельсінкі 21 липня 1950, похована на цвинтарі Гієтаніємі поруч з другим чоловіком.

## Твори
- Frans Mikael Franzén, 1905
- Italienska dagar, 1912
- Sunnuntai, 1922 WSOY
- Vanha kynttilänjalka: kertomuksia, 1926 WSOY
- Kohti päivän nousua, 1932 WSOY
- Katso, unennäkijä tulee… : kertomuksia, 1933 WSOY
- Mathilda Wrede, 1938
- Mathilda Wreden testamentti, 1938